# Interpellatie van de 116 volksvertegenwoordigers

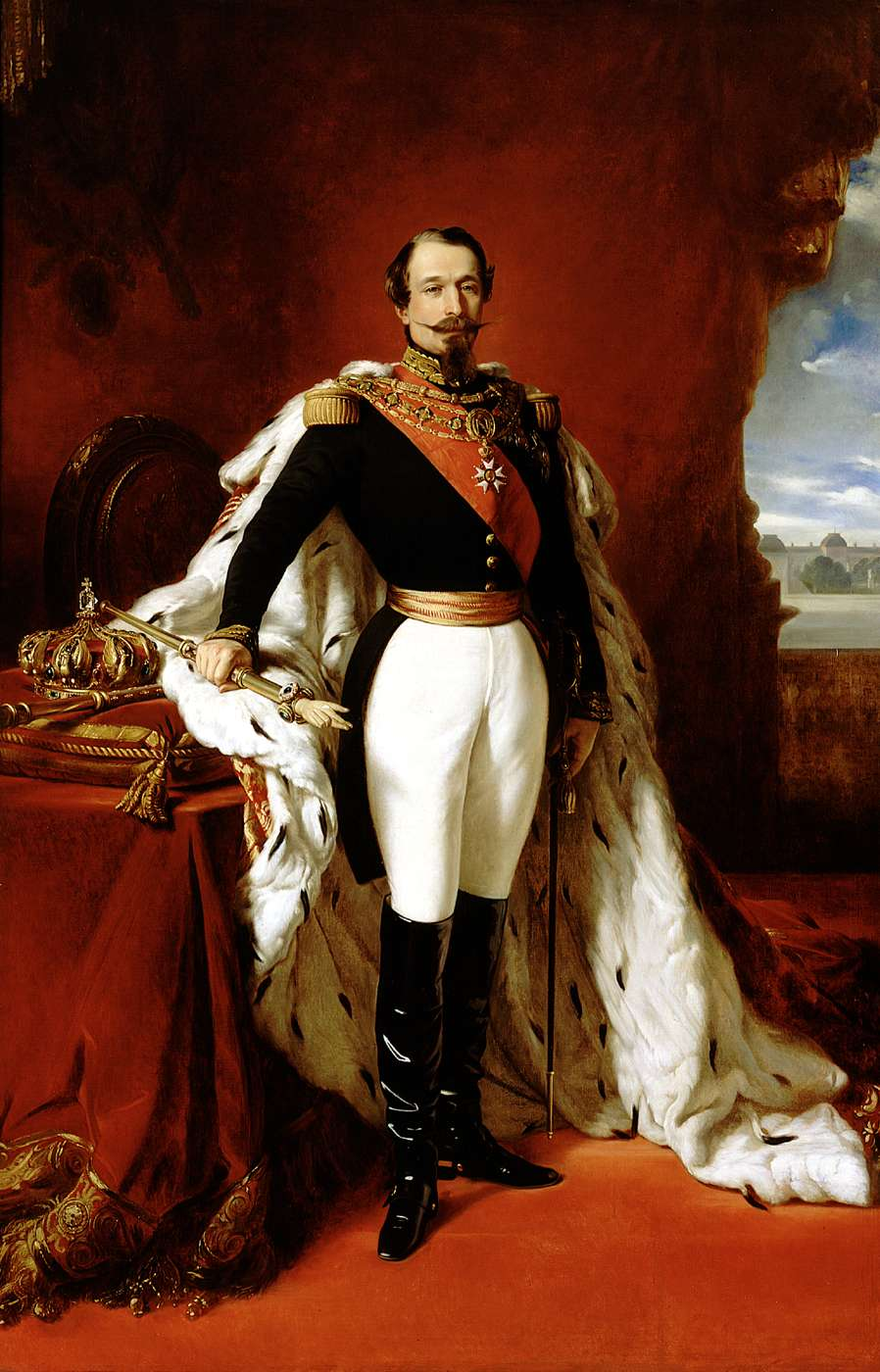
Portret van Napoleon III door Franz Xaver Winterhalter, olieverf op doek, 1855.

De Interpellatie van de 116 volksvertegenwoordigers was in Frankrijk een oproep van leden van het Wetgevend Lichaam aan keizer Napoleon III voor een meer parlementair regime en vond plaats op 12 juli 1869, ten tijde van het Tweede Franse Keizerrijk.

## Aanleiding en eisen
Nadat het Wetgevend Lichaam in 1867 het interpellatierecht had verworven, maakten in 1869 116 volksvertegenwoordigers gebruik van dit recht om meer inspraak te eisen van keizer Napoleon III. De aanleiding voor deze interpellatie was de schietpartij in Brûlé, in La Ricamarie, nabij Saint-Étienne, waarbij het leger een staking wilde breken en op 16 juni 1869 veertien personen doodschoot, waaronder een baby van zeventien maanden oud, en waarbij verschillende zwaargewonden vielen. De volksvertegenwoordigers eisten hierop meer inspraak en ministeriële verantwoordelijkheid ten aanzien van het parlement in plaats van ten aanzien van de keizer.
Napoleon III ging overstag op 12 juli 1869 en met het senatus consultum van 8 september 1969 krijgt de Franse grondwet van 1852 een meer parlementair en liberaal karakter. Het initiatiefrecht rustte sindsdien niet langer exclusief bij de keizer, maar werd gedeeld met het Wetgevend Lichaam.

## Ondertekenaars
Ondertekenaars van de interpellatie waren onder meer Prosper-Claude-Ignace-Constant Brugière de Barante, Raymond Bastid, Olivier Bourbeau, Ernest de Bouteiller, Jules Brame, Louis Buffet, Augustin Buisson, Adrien-Charles Calley Saint-Paul, Pierre Calvet-Rognat, Ernest Louis Carré-Kérisouet, Joseph Dominique Aldebert de Chambrun, Raoul Charlemagne, Eugène Chevandier de Valdrome, Adolphe Cochery, Pierre Albert de Dalmas, Napoléon Daru, Henri Louis Marie de Durfort-Civrac, Eugène Eschassériaux, Marie Reimbold d'Estourmel, Wladimir Gagneur, Claude Victor Louis Stanislas Genton, Jules Gévelot, Ferdinand de Grammont, Alphonse Grollier, Armand Gaultier de La Guistière, Alphonse-Alfred Haentjens, Georges Houssard, Nathaniel Johnston, Jean-Baptiste Josseau, Émile de Kératry, Charles Kolb-Bernard, Albert Lacroix-Saint-Pierre, Jean-Edmond Laroche-Joubert, Pierre-Célestin Latour-Dumoulin, Léopold Le Hon, Léon Lefébure, Antonin Lefèvre-Pontalis, François de Lespérut, Stéphen Liégeard, Charles Louvet, Lucien Mangini, Alfred de Marmier, Louis Martel, Jacques Mège, Claude Millon, François Marie Monjaret de Kerjégu, Élizé de Montagnac, Robert Mitchell, Joachim-Joseph-André, graaf Murat, Antoine-Just-Léon-Marie de Noailles, Charles-Pierre-Paul Paulmier, Alexandre Elisabeth de Rosnyvinen de Piré, Hippolyte Pissard, Charles Godard d'Aucour de Plancy, Ignace Plichon, Germain Rampont, Xavier Louis Réguis, Henri Quesné, Louis Riondel, Henri Armand Rolle, Eugène Rouher, Alexis Segris, Pierre Tassin, Joannès-Jean-Marie Terme, Edmond de Tillancourt, Charles de Veauce, Juvénal Viellard en Daniel Wilson.